# Parafia Najświętszej Maryi Panny Nieustającej Pomocy w Andrespolu
Parafia pw. Najświętszej Maryi Panny Nieustającej Pomocy w Andrespolu – parafia rzymskokatolicka znajdująca się w archidiecezji łódzkiej, w dekanacie Łódź-Olechów. Mieści się przy ulicy Krzywej. 

## Historia
Parafię erygował 11 września 1994 roku biskup Władysław Ziółek, na proboszcza powołano księdza Mariana Górkę. Budowę świątyni parafialnej rozpoczęto w kwietniu 2000 roku, kamień węgielny wmurowano 20 maja 2001 roku. Biskup Ziółek poświęcił kościół 4 maja 2003 roku. 
Od 2006 roku toczyły się prace związane z utworzeniem cmentarza parafialnego, który ostatecznie rozpoczął funkcjonowanie w 2011 roku.

## Proboszczowie
- ks. Marian Górka 1994-2022

- ks. Mariusz Siciński 2022 -